# Saskatchewan Highway 165
Highway 165 je provinční štěrková silnice v kanadské provincii Saskatchewan. Vede od silnice Highway 155 k silnici Highway 106. Highway 165 je asi 294 km (183 mil) dlouhá.  Highway 165 vede od západu na východ paralelně k hranici Kanadského štítu v severním Saskatchewanu. Silnice lemuje jižní břehy Pinehouského jezera a jezera Lac la Ronge.
Highway 165 prochází poblíž obcí Sakamayack a Beauval. Ze silnice jsou přístupné některé provinční rekreační oblasti.
Highway 165 je propojena se silnicemi Highway 155, Highway 918, Highway 914, Highway 910, Highway 935, Highway 2, Highway 969, Highway 912 a Highway 106.